# Église Saints-Zacharie-et-Élisabeth de Tobolsk
L'église Saints-Zacharie-et-Élisabeth (en russe : Церковь Захария и Елизаветы) est une église orthodoxe de style baroque sibérien, construite entre 1758 et 1776 dans la ville de Tobolsk en Sibérie occidentale.
Elle est dédiée aux parents de saint Jean-Baptiste, Zacharie et Élisabeth.

## Description
L'église est construite entre les années 1758 et 1776, selon les projets du maître architecte André Gorodnitchev, originaire de Saint-Pétersbourg. Les dômes sont dorés grâce à la générosité d'un marchand du nom de Névoline qui en paye les frais. À l'intérieur de l'église se trouvaient six autels.
L'édifice occupe une position de choix dans la structure urbaine de la ville basse de Tobolsk. Elle est située sur la place du marché et forme avec les autres bâtiments environnants le centre commercial et administratif de la ville. Du fait de son volume imposant et particulier, de la décoration élégante de ses façades, elle n'a pas d'équivalent dans Tobolsk. Comme l'église de la Résurrection de Tomsk, elle est construite en style baroque sibérien.
L'église comprend un étage et forme une composition monumentale et solennelle à la décoration riche et variée qui en font un des meilleurs exemples de baroque sibérien. Ses différents volumes — le corpus central cubique, ses cinq absides, ses deux chapelles aux absides semi-circulaires, son porche à étage — sont réunis en un ensemble compact, un monolithe puissant. Les lanterneaux décorés d'oculi et garnis de cartouches coupent les sommets des arêtes du corps central quadrangulaire pour mieux fusionner l'ensemble des éléments. Ce volume quadrangulaire s'achève au sommet par un enchevêtrement de coupoles sophistiquées. Le sommet de la partie centrale est couvert de deux voûtes sphériques étagées qui portent un tambour surmonté d'un lanterneau. La façade est couverte de différentes rangées de pilastres du sol jusqu'au sommet dont certains forment les angles des murs. Des consoles décoratives triples et même davantage soutiennent les toitures aux différents étages.

## Galerie

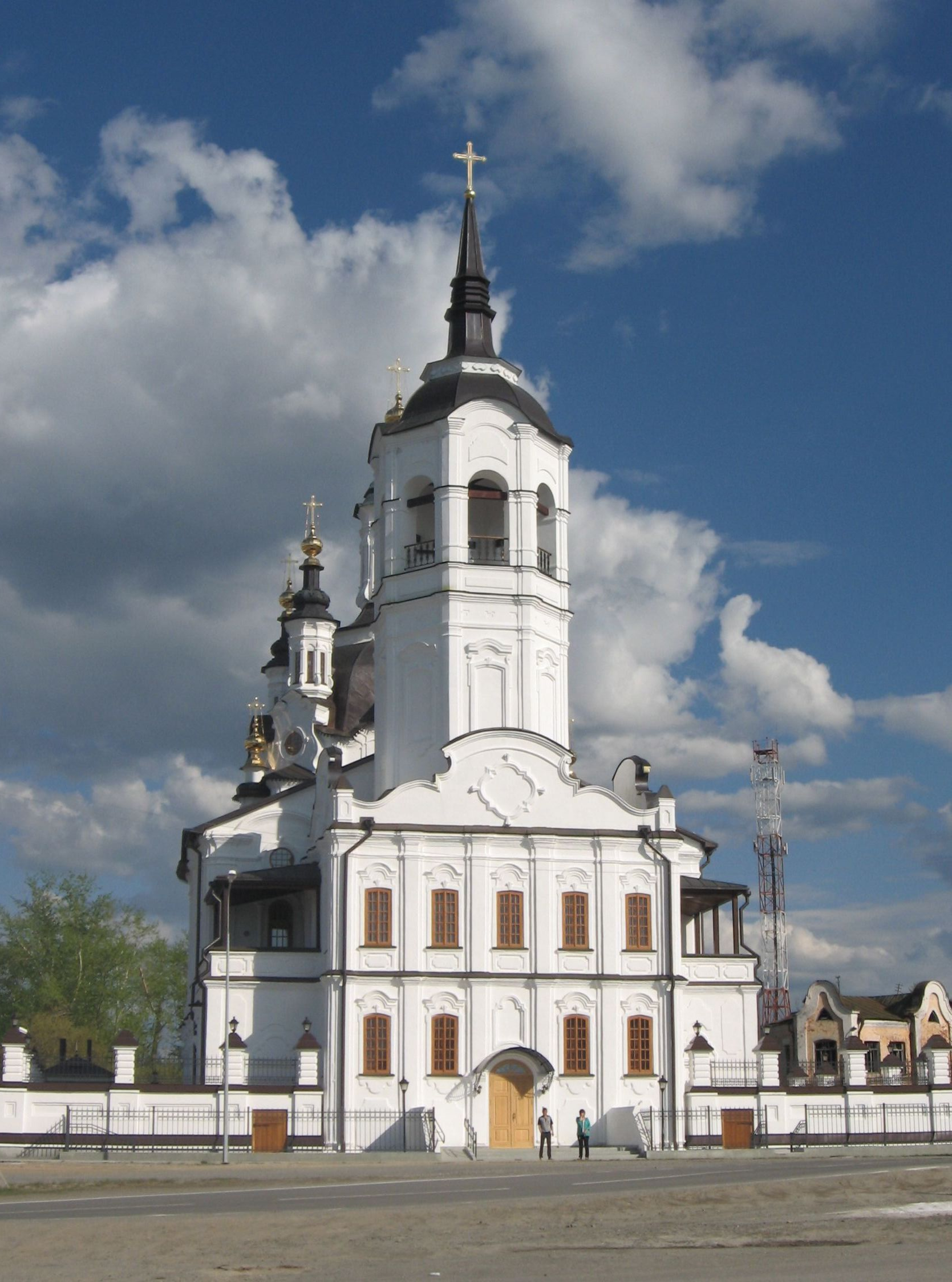
Façade principale.
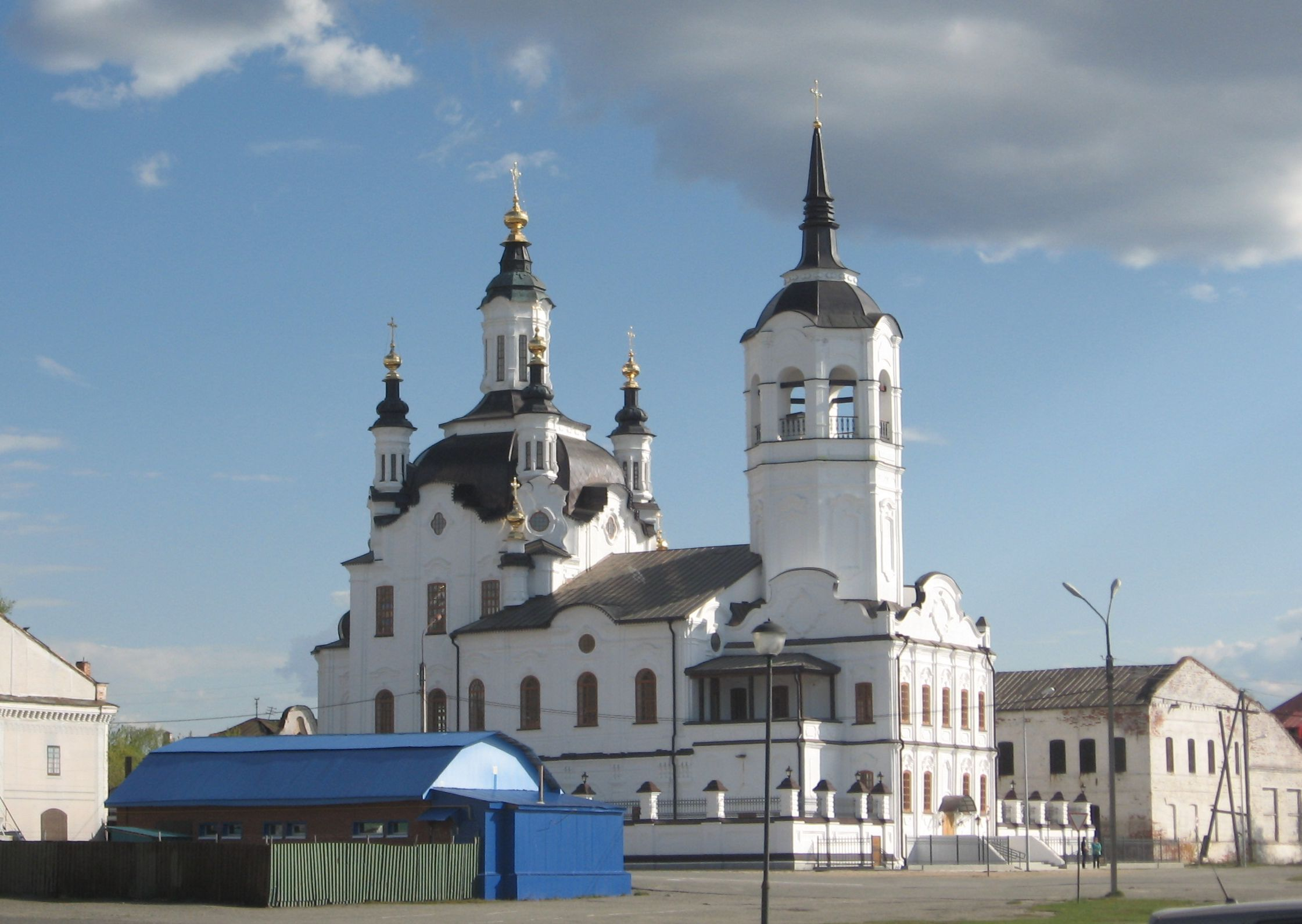
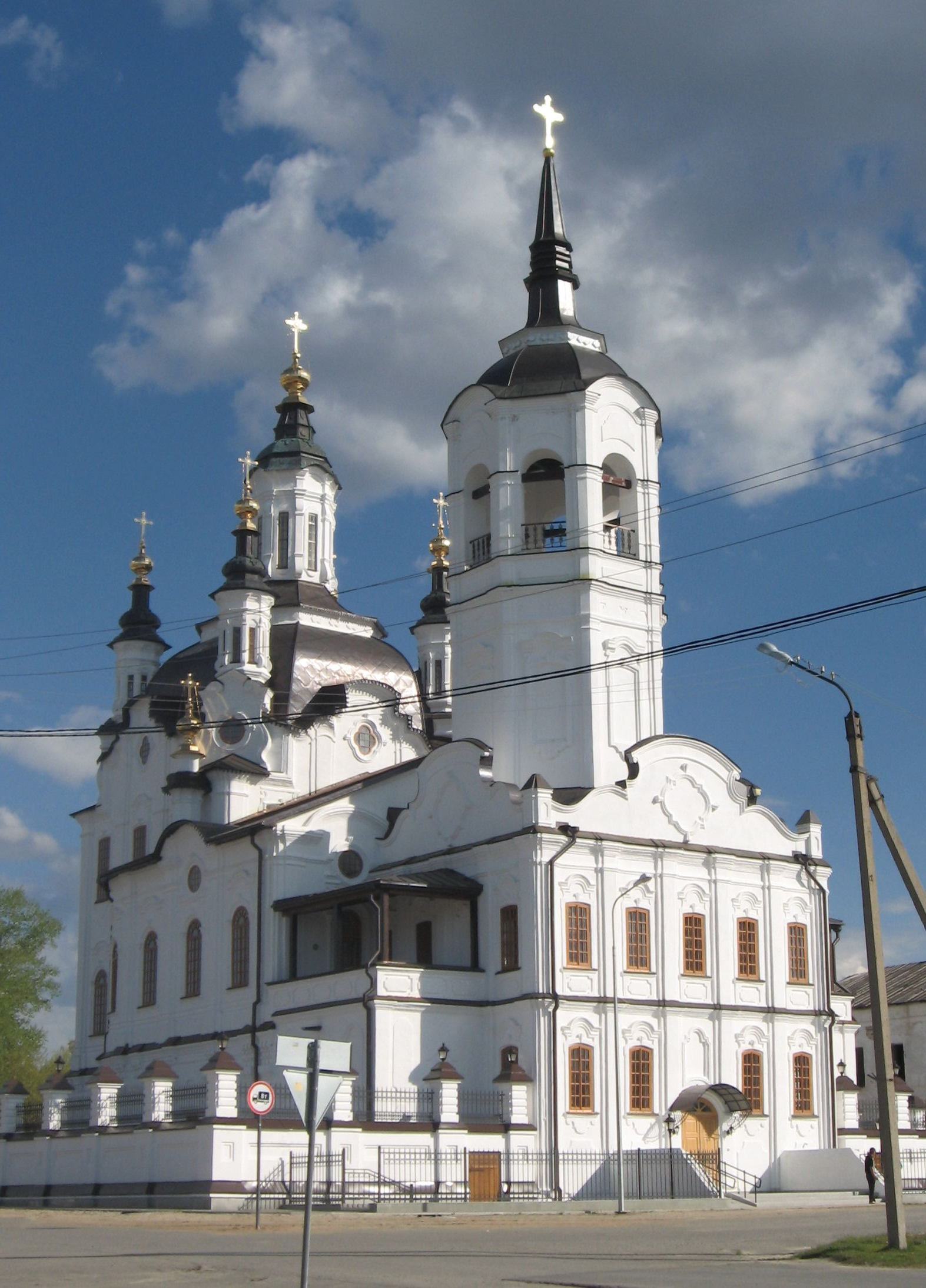